# Château de Girecourt-sur-Durbion
Le château de Girecourt-sur-Durbion (Vosges) est une résidence seigneuriale fortifiée du XVIe siècle.
Il fait l’objet d’une inscription au titre des monuments historiques depuis 1994 avec une extension de protection à l’ensemble du domaine le 23 février 1997.

## Historique
Il fut construit dans les années 1540 par Pierre, seigneur de Haraucourt, membre d'une des quatre familles les plus anciennes et nobles, dites Grands Chevaux de Lorraine. Il est constitué, d'après une description de 1755, de « quatre grandes murailles flanquées de quatre tours dans les angles », il est entouré d'un fossé en eau, et était à l'origine protégé par une enceinte, elle-même flanquée de tours, qui a aujourd'hui disparu. Un parc jouxte l'édifice.
Durant la guerre de Trente Ans, il fut la résidence de Pierre de La Porte et de son épouse Francoise de Mercy. Ils baptisèrent leurs deux enfants dans La Chapelle castrale. À Pâques 1639, le château fut assiégé par les Suédois. On raconte que Henri de La Tour d'Auvergne, le célèbre Turenne, aurait dormi à l’ombre de son calvaire.
En 1705, il est acquis par un juriste au service du duc Léopold, Jean-François Humbert, qui deviendra baron (1722), puis comte (1737) de Girecourt. Ses armoiries ainsi que celles de sa seconde épouse Baronne de Sérocourt, ornent la grille en fer forgé donnant accès à la propriété.
Par le mariage de la fille de celui-ci, Marguerite-Suzanne, le domaine passe ensuite à la famille des comtes de Bourcier de Villers. Ils feront édifier en 1782 une colonne commémorant la prise du fort Saint-Philippe à Minorque par le duc de Crillon, détruite à la Révolution mais dont les ruines sont encore visibles dans le parc , le long de la RD 420.
Hubert Charles Ludovic, dernier comte de Bourcier de Villers vendra la propriété en 1922 au Dr Lefèvre, médecin venu des Ardennes et sa fille la cédera à la famille Courtalon en 1994.
Le château bénéficie d'une restauration complète depuis cette date, sous la direction du Docteur Thierry Courtalon. Les travaux entrepris ont permis de mettre au jour des plafonds à caissons du XVIe siècle, considérés comme comptant parmi les plus beaux de Lorraine. Une fenêtre à meneau et une fenêtre ogivale de la chapelle castrale sont désormais restaurées.
En 2012, l'association Vieilles maisons françaises a reconnu la qualité de la restauration par l'attribution d'un prix de 10 000 €.

## Galerie d'images

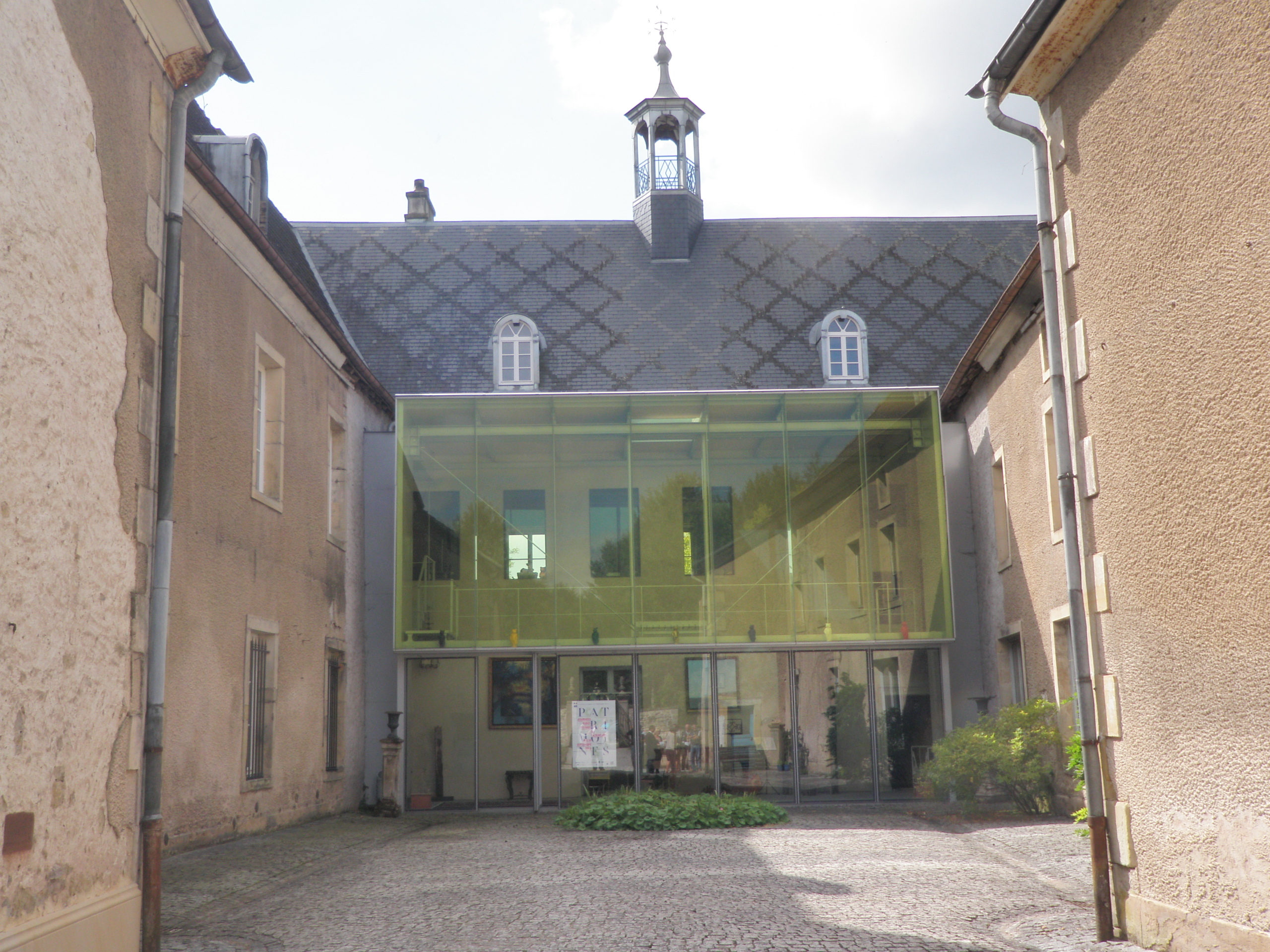
Verrière contemporaine de la cour d'honneur.
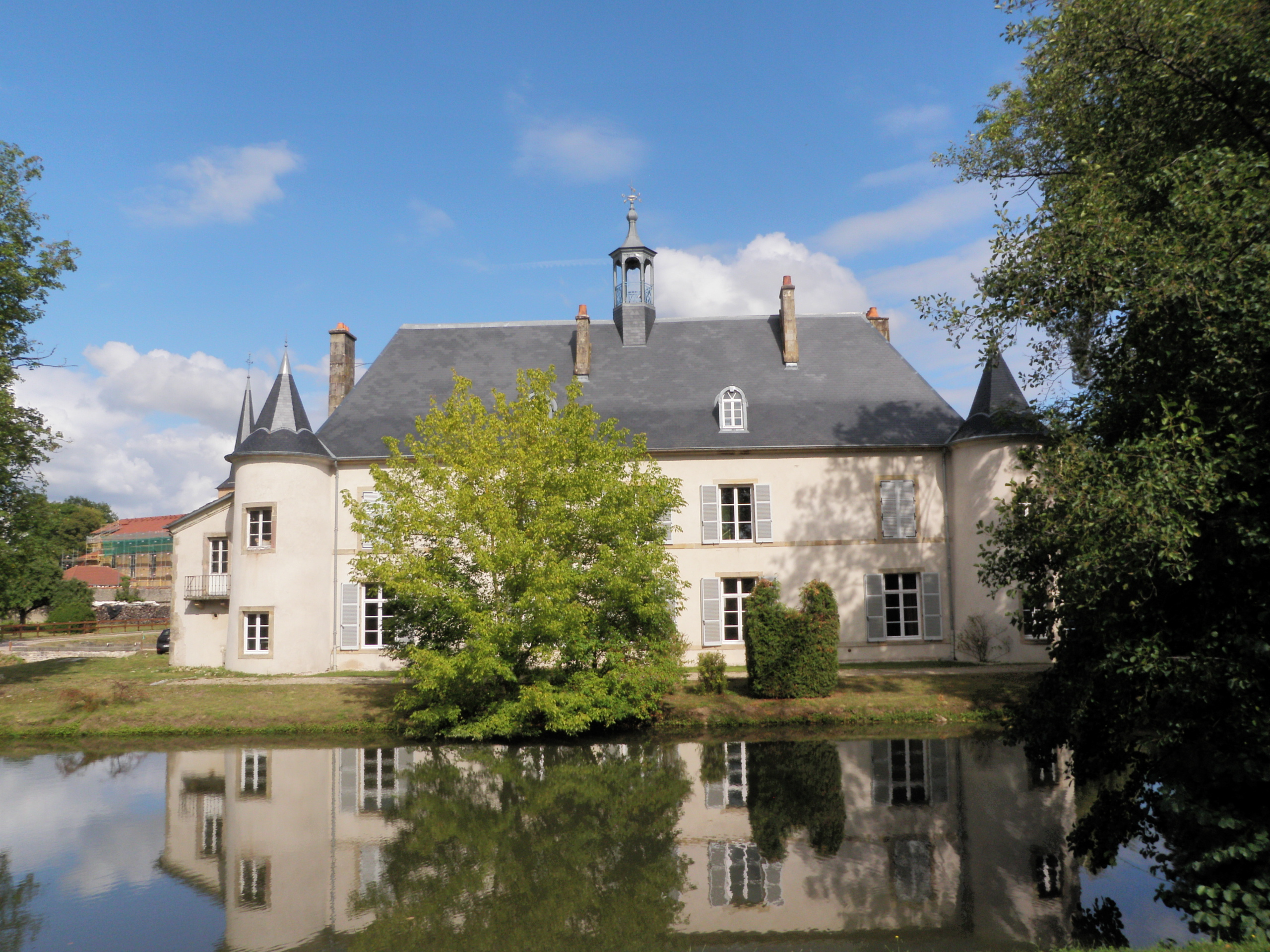
Façade ouest.
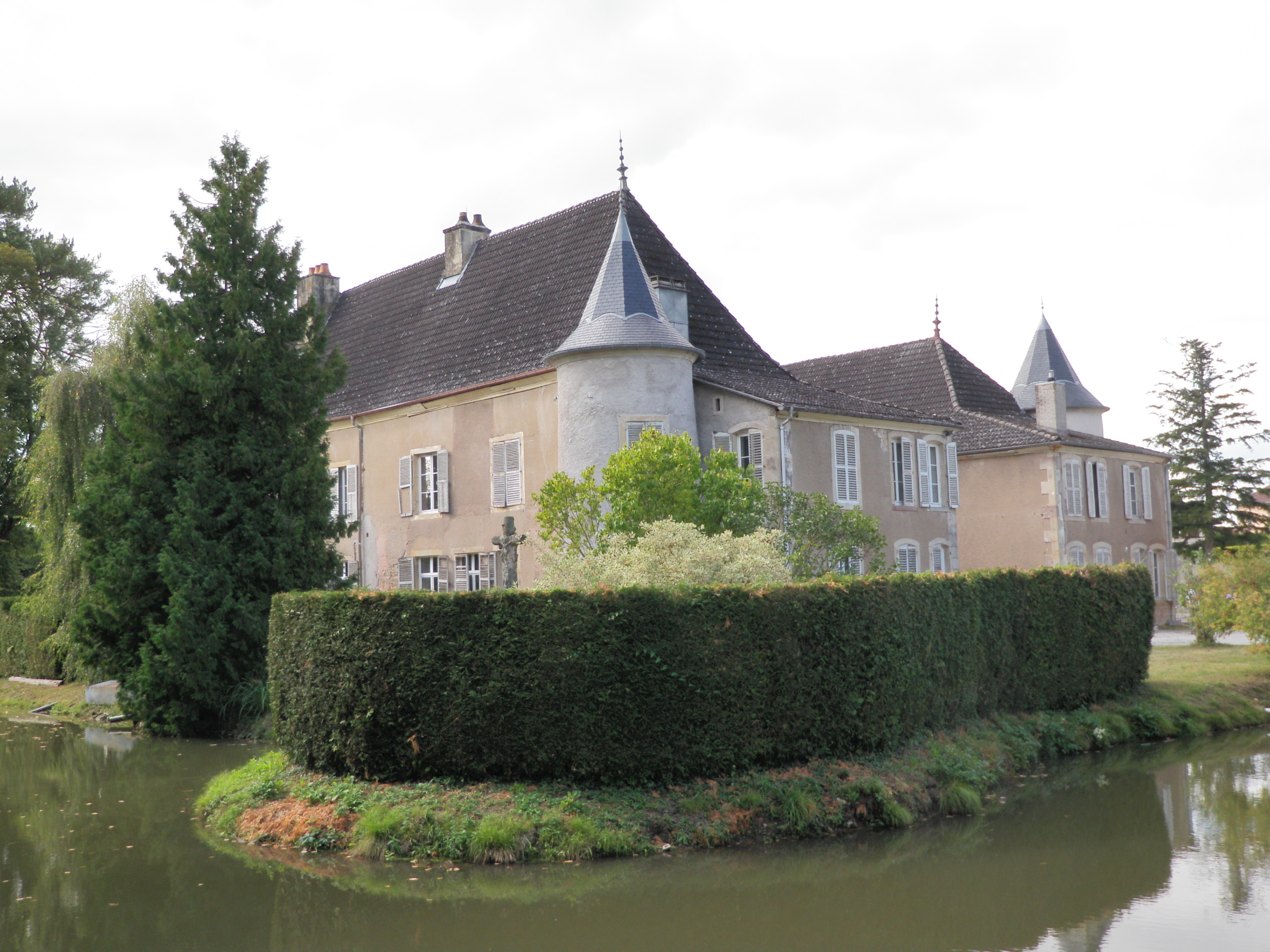
Façades est et sud.
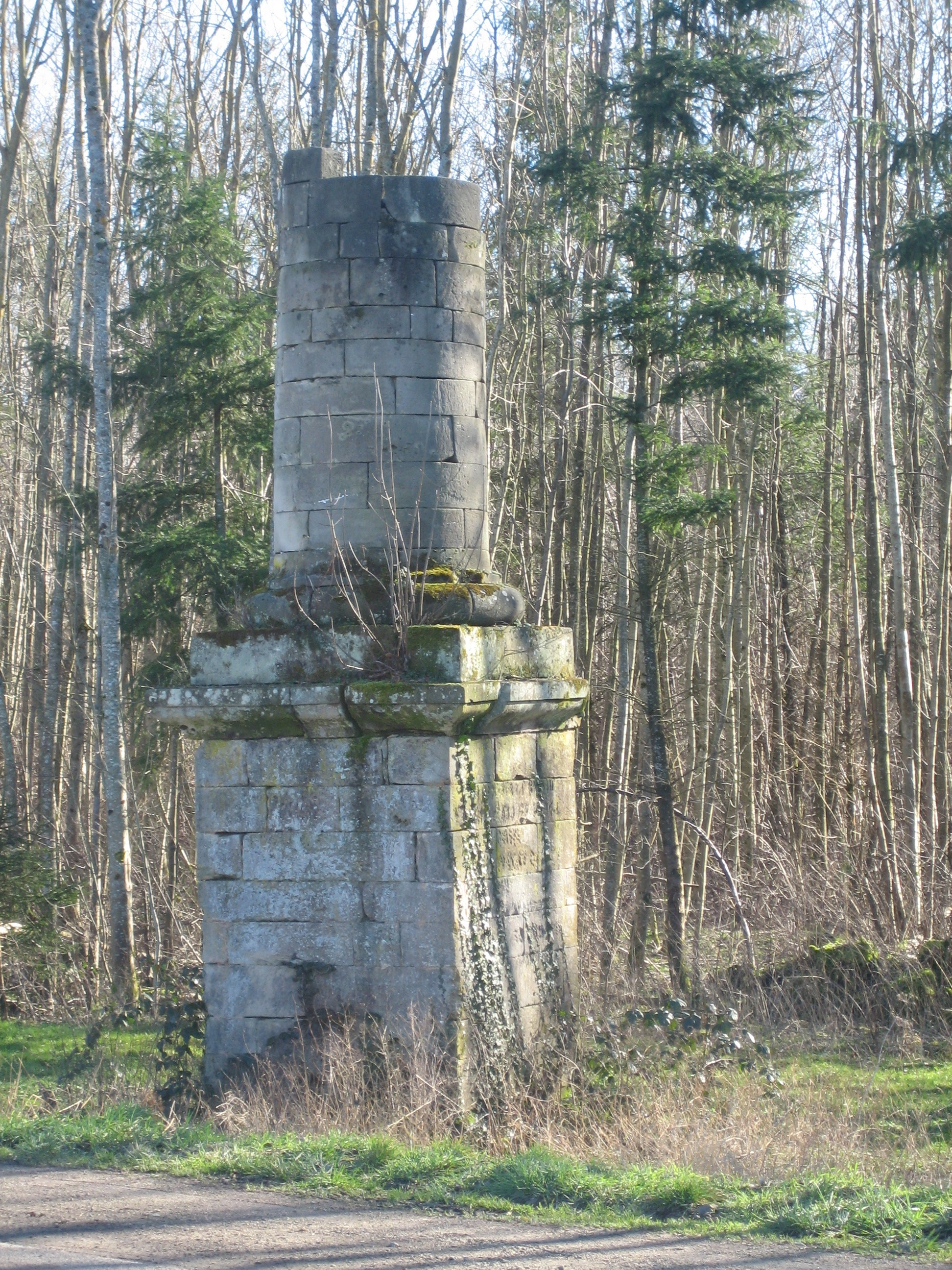
La colonne Crillon dans le parc.
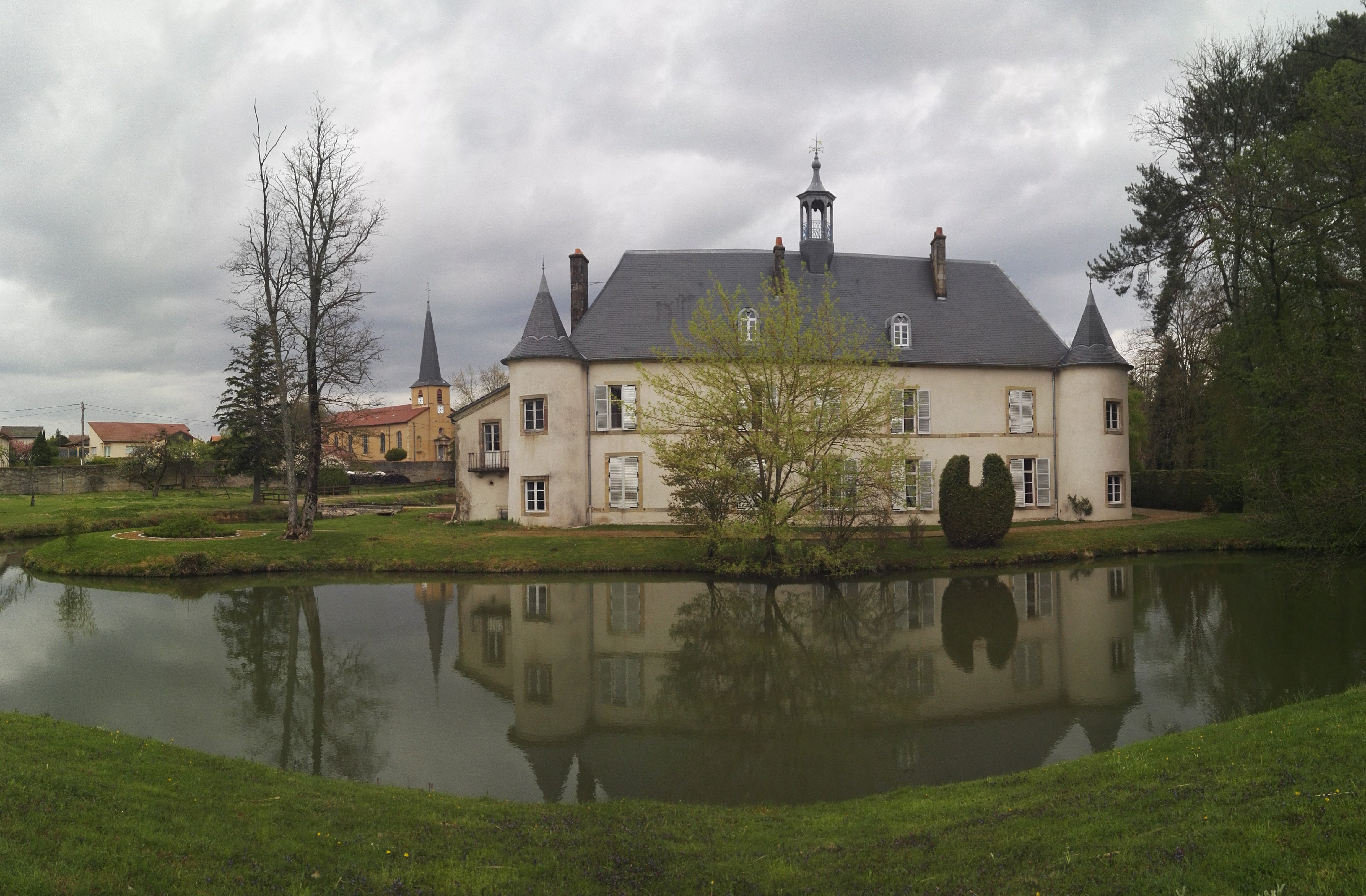
Château et église de Girecourt sur Durbion.